# Complemento di relazione
Nella sintassi della frase semplice, il complemento di relazione indica un rapporto (di collaborazione, rivalità, comunicazione, somiglianza, ecc.) tra esseri o cose.

## Esempi
- Il lupo non è corretto con Cappuccetto Rosso.
- Il taglialegna è molto deciso nei confronti del lupo.

Secondo le grammatiche scolastiche, risponde alle domande In relazione con chi?, In relazione con che cosa?, Contro chi?, Contro che cosa?, Tra chi?, Tra che cosa?. Appartiene alla categoria dei complementi indiretti.

## Come si presenta il complemento
Il complemento può essere costituito di:
- un sostantivo preceduto dalle preposizioni tra/fra, con e contro o da locuzioni prepositive come nei confronti di.[2][3]